# Vanchidiplosis ceylanica
Vanchidiplosis ceylanica är en tvåvingeart som först beskrevs av Ephraim Porter Felt 1915.  Vanchidiplosis ceylanica ingår i släktet Vanchidiplosis och familjen gallmyggor.
Artens utbredningsområde är Sri Lanka. Inga underarter finns listade i Catalogue of Life.